# HMS Iron Duke (1912)

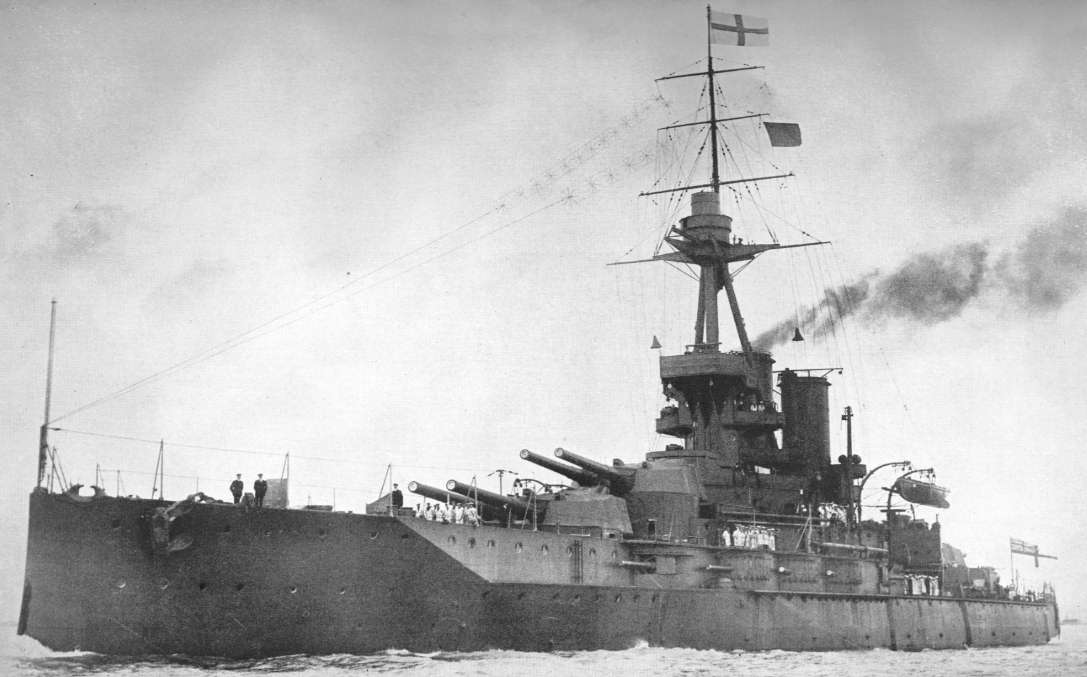
HMS Iron Duke

HMS Iron Duke var ett brittiskt slagskepp och det första fartyget ur Iron Duke-klass, namngivet efter Arthur Wellesley (hertigen av Wellington). Hon tjänstgjorde som Grand Fleets flaggskepp under det första världskriget samt vid slaget vid Jylland. Under största delen av kriget befann hon sig i hamn med resten av Grand Fleet vid Scapa Flow.